# 種鶏場前駅
種鶏場前駅（しゅけいじょうまええき）は、埼玉県大宮市大字並木（現・さいたま市大宮区三橋一丁目）に存在した西武鉄道大宮線の停留場。

## 概要
並木駅からそのまま直進し、現在の上小町・櫛引町に入る直前に存在した。当線で唯一路線開通後に新設開業した停留場である。
停留場名の「種鶏場」とは農林水産省が全国各地に設置した畜産試験場の一つで、鶏を専門とするものをいう。当地のものは1927年（昭和2年）に「大宮種鶏場」として開設されたもので、停留場の開業はこれを受けてのものである。

## 歴史
- 1928年（昭和3年）12月4日：新設開業。
- 1940年（昭和15年）12月20日：大宮線休止。
- 1941年（昭和16年）2月25日：大宮線の廃線に伴い廃止となる。

## 廃線後の状況
道路そのものが埼玉県道2号さいたま春日部線（旧国道16号）で拡張を受けており、痕跡は残されていない。また大宮種鶏場は戦後に「大宮種畜牧場」と改称の後、1965年（昭和40年）に福島県白河市に移転、その跡地は現在農業・食品産業技術総合研究機構生物系特定産業技術研究支援センター・農業技術革新工学研究センターとなっている。種鶏場の庁舎のみが記念館として残されている。

## 隣の駅
西武鉄道
大宮線
並木駅 - 種鶏場前駅 - 大成駅